# Західно-центральна частина штату Парана (мезорегіон)
Західно-центральна частина штату Парана (порт. Mesorregião do Centro Ocidental Paranaense) — адміністративно-статистичний мезорегіон в Бразилії, входить в штат Парана. Населення становить 316 492 чоловік на 2006 рік. Займає площу 11 937,031 км². Густота населення — 26,5 чол./км².

## Склад мезорегіону
В мезорегіон входять наступні мікрорегіони:
1. Кампу-Моран
2. Гойоере

| Бразилія | Це незавершена стаття з географії Бразилії. Ви можете допомогти проєкту, виправивши або дописавши її. |